# Leszek Lamparski
Leszek Lamparski (ur. 30 października 1936 w Warszawie) – polski oficer, pułkownik Milicji Obywatelskiej, nadinspektor Policji, komendant główny Policji w latach 1990–1991.

## Życiorys
W 1961 rozpoczął służbę w Milicji Obywatelskiej. Ukończył studia na Wydziale Prawa i Administracji Uniwersytetu Wrocławskiego oraz w Szkole Oficerskiej MO w Szczytnie. W trakcie służby w MO zajmował stanowiska: milicjanta, inspektora, naczelnika wydziału, zastępcy komendanta miejskiego MO, zastępcy komendanta wojewódzkiego MO oraz szefa Wojewódzkiego Urzędu Spraw Wewnętrznych w Wałbrzychu. W latach 1988–1989 był zastępcą szefa Służby Bezpieczeństwa, zaś od 1989 pełnił funkcję szefa Służby Kadr, Szkolenia i Wychowania MSW. Po przekształceniu MO w policję, 20 maja 1990 objął funkcję komendanta głównego, którą sprawował do 18 czerwca 1991.